# Roding Valley (stanice metra v Londýně)
Roding Valley je stanice metra v Londýně, otevřená roku 1936. Tato stanice je jednou z dvanácti, které nemají automaty na jízdenky. Roku 2006 došlo k rekonstrukci firmou Metronet. Autobusové spojení zajišťuje linka 549. Stanice se nachází v přepravní zóně 4 a leží na lince:
- Central Line mezi stanicemi Chigwell a Woodford. – Tato linka zde staví od 21. listopadu 1948.

| Rok  | Počet cestujících |
| ---- | ----------------- |
| 2011 | 0,22 mil.         |
| 2012 | 0,22 mil.         |
| 2013 | 0,24 mil.         |
| 2014 | 0,26 mil.         |